# Luna (1984年生のシンガーソングライター)
Luna（ルナ、1984年4月14日 - ）は、小説家、歌手、ミュージシャン、音楽プロデューサーでもあるという日本のマルチアーティスト。別名義に月姫（つきひめ）。「月姫」は本名であるが、本名では「るな」と読み、その英語表記（英語での本名）がLunaである。
彼女は日本の雅や和の美しさの要素を、自らの文章と音楽で表現している。その活動範囲は文壇から音楽活動までと幅広い。

## 経歴
Lunaの祖父はイギリスのウェールズ騎士の血筋で、イギリス系クォーター。祖母は静御前の直系筋で末裔でもある、と書籍や公式ホームページに記されている。北海道生まれだがウェールズで暮らしていたため、小学校4年生まで英語しか話せず日本に暮らすようになってから日本語を学んだ。大和言葉、平安言葉などの古語や、ラテン語、ケルト語、ウェールズ語、ブルトン語、コーンウォール語を操る。京都や名古屋、アメリカのシカゴに暮らしていたこともあり、人生の半分は外国生活。3歳の時にクラシックピアノ、7歳の時にギターを始めた。両親がレコード店を経営していたことがあり、その店は楽器店も兼ねていた。そこで様々な楽器に触れ、ベース、ドラム、サックス、ティン、横笛、琴、琵琶、三味線、ハーディーガーディーなどの楽器を演奏できるようになる。初めてバンドを組んだのは小学4年生。同じ頃イギリスのブラッドフォードで行われた町の大きなお祭りイベントで、クラシック曲をエレキギターで弾いていた。そのことがきっかけで様々なライブに参加することとなり、ギタリストとしてプロ・デビューする。その後、所属していたバンドの作詞、作曲をするようになる。

## 概要
小説家としては『御伽草子』や『今昔物語集』等の怪奇譚から『源氏物語』や『平治物語』、『保元物語』といった古語、和歌、歴史等の古典に精通し、近代ものは上田秋成の『雨月物語』等の古文学にも明るい。平安の雅びさ、戦国の強さと悲しさ、江戸の絢爛さ、幕末の儚さ等、彼女の思う古き良き日本を自らの中で具体化し、文学と音楽の両面から発信する和をベースにしたマルチアーティストである。
彼女の音楽は、古典の翻訳や外伝小説を元にした楽曲を、その言葉や舞で表現したものである。サウンドは、1980年代のメインストリームであったスタジアム・ロックを基調とし、雅楽の調べ、新内や今様といった日本調子の純邦楽から、中島みゆきにも影響を受けた叙情的なメロディを持つ重厚なハードロックである。

## ディスコグラフィー

### シングル
- 想月夜（YU~KO 2011年2月2日） アスタエンタテインメント
ギター、編曲、プロデュース担当。

### ミニアルバム
- 優女 -Yujo-（月姫et霧島だりあ 2004年10月27日） 徳間ジャパンコミュニケーションズ
琴、三味線、琵琶などの和楽器を用いたハードロック。
ギター、作詞、作曲、プロデュース担当（月姫）。

### アルバム
- WARNING!（Xspider 2010年2月24日） ユニバーサルミュージックジャパン
全歌詞英語のハードロック。
エレクトリック・ギター、アコースティックギター、ボーカル、コーラス、作詞、対訳、作曲、編曲担当。

## 書籍
- 江戸武蔵野妖怪図鑑（山口敏太郎 2002年7月7日） けやき出版
『雪女の思い』寄稿（月姫）。
- 青梅百奇夜行（山口敏太郎 2002年8月17日） 昭和レトロ商品博物館
『女のさかさ首』寄稿（月姫）。
- 妖怪草子（山口敏太郎 2003年5月20日）心泉社
『妖怪歌会会わせ』、『妖怪御伽草子』寄稿（月姫）。
- 待つ女 追う女 雨月物語（2004年11月5日） 六耀社
『雨月物語』を、彼女が女性の視点で解釈した作品（月姫）。
- えんぴつでなぞる　古の恋文（2006年9月14日） 辰巳出版
現代語訳、解説を担当（月姫）。
- W100 ギタリスト（2011年1月31日） シンコーミュージック・エンタテイメント
Lunaプロデュース。
- 乙女のMY守護神 わたしのお稲荷さん（2011年12月15日） ミリオン出版
（月姫）
- 日本人なら知っておきたい伊勢神宮と125の社（2013年9月23日） 辰巳出版
執筆、監修を担当（月姫）。

## モデル活動
- 欧米のファッションブランド「ZEphYR」の専属モデル。